# 7974 Верміш
7974 Верміш (7974 Vermeesch) — астероїд головного поясу, відкритий 29 вересня 1973 року.
Тіссеранів параметр щодо Юпітера — 3,610.